# Станин
Ста́нин — село в Україні, в Шептицькому районі Львівської області. Населення становить 555 осіб. Колишнє містечко. Футбольна команда Юність, яка колись славилася своїми перемогами у Львівській області в змаганнях по футболу.

## Відомі люди
- Чайківський Роман — сотник УПА, командир підстаршинської школи ВО-2 «Буг», лицар Бронзового хреста заслуги УПА. Загинув у селі.
- Маїк Тарас Михайлович (1983—2022) — солдат Збройних Сил України, учасник російсько-української війни, що загинув у ході російського вторгнення в Україну в 2022 році.